# Hajnáčka
Hrad Hajnáčka je zřícenina původního gotického hradu, který byl postaven v 13. století. Nachází se na čedičovém skalisku, které tvoří část Cerové vrchoviny, přímo nad obcí Hajnáčka.

## Historie
První písemná zmínka o hradu pochází z roku 1245, tedy krátce po tatarských vpádech na území Slovenska, ale vznikl pravděpodobně ještě před nimi. Pro svoji malou velikost v něm mohla přebývat pouze malá posádka. V letech 1545 a 1645 byl obsazen Turky. V roce 1649 byl po vytlačení Turků opraven a přestavěn. Jeho majitelem v té době byl Ladislav Fekete. V roce 1703 hrad zcela vyhořel a poté již nebyl obnoven.

## Popis
Do současnosti se dochovaly pouze drobné zbytky zdí a náznaky opevnění, případně paláců. Řada částí hradu byla vytesána přímo do skály, ve které se také nachází schodiště. Na vrchu těžko přístupného skaliska se nacházejí zbytky zdí a věže podkovovitého půdorysu.